# Wojciech Lorencowicz
Wojciech Lorencowicz (ur. 21 marca 1896 w Krempachach, zm. 7 listopada 1952 w Podwilku) – nauczyciel, działacz niepodległościowy, regionalny i społeczny, porucznik Wojska Polskiego, w latach 1919–1920 organizator i dowódca Kompanii Spiskiej w Legii Spisko-Orawskiej oraz Tajnej Organizacji Wojskowej na Spiszu, członek Komitetu Plebiscytowego Spiskiego.

## Życiorys
Urodził się 21 marca 1896 roku w Krempachach na Spiszu (wówczas w granicach Królestwa Węgier), w rodzinie górali spiskich. Jego ojcem był Marcin Lorencowicz, rolnik i kowal, a matką Anna z domu Łojek. Po ukończeniu węgierskiej szkoły powszechnej w Krempachach, w latach 1907–1914 uczył się w Gimnazjum Nowotarskim w Nowym Targu (wtedy w obrębie Austro-Węgier). Maturę zdał 15 marca 1915 roku.

### I wojna światowa
W czasie I wojny światowej został zmobilizowany do cesarskiej i królewskiej Armii i 15 lipca 1915 roku wcielony do c. i k. Pułku Piechoty Nr 67 stacjonującego w Preszowie. 1 grudnia 1915 roku przeniesiony został do c. i k. Pułku Piechoty Nr 45 w Przemyślu. Po odbyciu kursów podoficerskich i szkoły oficerów w Lubaczowie, walczył na froncie rosyjskim, rumuńskim i włoskim. Na stopień podporucznika rezerwy został mianowany ze starszeństwem z 1 grudnia 1917 roku. Za wykazywaną w czasie walk odwagę i poświęcenie czterokrotnie odznaczany; otrzymał Medal Waleczności, Krzyż Wojskowy Karola, Brązowy Medal Zasługi Wojskowej z mieczami i Krzyż Zasługi Wojskowej z mieczami i dekoracją wojenną.

### Działalność niepodległościowa (1918-1920)
26 września 1918 roku Lorencowicz otrzymał z wojska urlop na podjęcie studiów prawniczych na Uniwersytecie Jagiellońskim. 31 października 1918 roku uczestniczył w Krakowie w rozbrajaniu posterunków austriackich. 4 listopada 1918 roku wstąpił do oddziału podhalańskiego Wojska Polskiego tworzonego w Nowym Targu przez rotmistrza Mariusza Zaruskiego. Służył kolejno w 2., 3. i 4 Pułku Strzelców Podhalańskich (1 grudnia 1919 roku awansowany na porucznika). W latach 1918–1919 kilkakrotnie wkraczał z podhalańczykami na swój rodzinny Spisz, aby przyłączyć do Rzeczypospolitej miejscowości zamieszkałe przez ludność polską. W początkach grudnia 1918 roku Wojsko Polskie miało pod kontrolą Górny Spisz wraz z Kieżmarkiem i Lubicą. Wskutek rozkazów zostało zmuszone do wycofania się z tego terenu i gdy kilka dni później rozkaz zmieniono, część tego terenu była już zajęta przez wojska czechosłowackie. 24 grudnia 1918 roku w Popradzie zawarte zostało polsko-czechosłowackie porozumienie o rozgraniczeniu terytoriów spornych na Spiszu, wyznaczające przebieg tymczasowej granicy główną granią Tatr Wysokich i Magury Spiskiej, a następnie schodzącą w dolinę Popradu koło Lubowli. 13 stycznia 1919 roku, wobec coraz trudniejszej sytuacji wojsk polskich w wojnie polsko-bolszewickiej i na skutek sfingowanego rozkazu naczelnego wodza Sił Sprzymierzonych gen. Ferdynanda Focha, Wojsko Polskie otrzymało rozkaz wycofania się z tego terenu. Represje czechosłowackie wobec górali opowiadających się za przyłączeniem Spiszu do Polski sprawiły, iż kilkaset osób uciekło na Podhale, gdzie część z nich wstąpiła do Wojska Polskiego. Wczesną wiosną 1919 roku sformowano z byłych żołnierzy armii austro-węgierskiej pochodzących z tego terenu Kompanię Spiską, wchodzącą w skład Legii Spisko-Orawskiej dowodzonej przez Wendelina Dziubka stacjonującej w Czarnym Dunajcu i działającej w ramach 3 Pułku Strzelców Podhalańskich. Organizatorem i dowódcą Kompanii Spiskiej liczącej ok. 80 żołnierzy był Lorencowicz. Legia została rozwiązana 16 marca 1920 roku.
Ponieważ we wrześniu 1919 roku Rada Ambasadorów podjęła decyzję, że polsko-czechosłowacki spór terytorialny zostanie rozstrzygnięty na podstawie wyniku plebiscytu, Lorencowicz został przydzielony do Polskiego Komitetu Plebiscytowego w Starej Wsi Spiskiej. Odgrywał tam podwójną rolę: oficjalną – jako współorganizator polskiej kampanii propagandowej i nieoficjalną – jako dowódca Tajnej Organizacji Wojskowej (TOW) na Spiszu. Komendantem TOW na Spiszu był od 1 kwietnia do 1 września 1920 roku, kiedy to TOW została rozwiązana. TOW, stworzone w części z żołnierzy Legii Spisko-Orawskiej, miała za zadanie ochraniać polską ludność, zabezpieczać polską akcję agitacyjną oraz przygotowania do plebiscytu na tym terenie, ochraniać wiece i starać się zapobiegać czechosłowackiemu terrorowi, którego ofiarą był m.in. prof. Józef Wiśmierski, zamordowany 22 czerwca 1920 roku. Tego dnia zniszczony został też lokal Polskiego Komitetu Plebiscytowego w Starej Wsi Spiskiej. Po rezygnacji z plebiscytu i ustaleniu przebiegu granicy przez Radę Ambasadorów, TOW brała udział w zajmowaniu przyznanych Polsce wiosek, po czym uległa rozwiązaniu. Za te działania Lorencowicz został w 1937 roku odznaczony Krzyżem Niepodległości.
W 1921 roku został przeniesiony do rezerwy w stopniu porucznika i dostał przydział do 68 Pułku Piechoty stacjonującego we Wrześni, w którym potem odbywał szkolenia i ćwiczenia wojskowe.

### Okres międzywojenny
W maju 1920 roku w Nowym Targu zawarł związek małżeński z Olgą Walicką (1902-1974), absolwentką Seminarium Nauczycielskiego. Miał z nią trójkę dzieci: Mariana (ur. 1921), Krystynę (1924) i Olgę (1927).
W 1921 roku przeniósł się do Podwilka na Orawie, gdzie został kierownikiem Szkoły Powszechnej nr 1 im. Królowej Jadwigi i był nim do 1939 roku. W 1926 roku ukończył Państwowe Kursy Nauczycielskie w Krakowie. Działał społecznie, był organistą i w 1924 roku założył orkiestrę dętą. W latach 1921–1939 był przewodniczącym miejscowego Koła Towarzystwa Szkoły Ludowej. Był też członkiem, a potem przewodniczącym miejscowej Ochotniczej Straży Pożarnej. W 1928 roku wraz z ks. Janem Góralikiem założył Kasę Stefczyka (dzisiejszy Bank Spółdzielczy w Jabłonce) i prowadził w niej księgowość oraz sekretariat. Od 1930 do 1932 roku był prezesem koła Bezpartyjnego Bloku Współpracy z Rządem Józefa Piłsudskiego.

### II wojna światowa
Po napaści Niemiec na Polskę już 2 września 1939 roku Lorencowicz został aresztowany. Oskarżano go o przygotowywanie działań dywersyjnych i chociaż nie znaleziono broni, to groziła mu kara śmierci. Więziony był w słowackich więzieniach, najpierw w Trzcianie, a potem Rużomberku. Po potwierdzeniu jego austriackich odznaczeń bojowych i zasług wojskowych w czasie I wojny został zwolniony po 2 miesiącach i 20 dniach aresztu, 23 listopada 1939 roku. Słowaccy okupanci Orawy zgodzili się zatrudnić Lorencowicza na zajmowanym dotychczas stanowisku, ale pod warunkiem, że będzie uczył polskie dzieci w języku słowackim. Lorencowicz ze względów patriotycznych nie przyjął tej oferty i musiał szukać pracy w głębi Słowacji. Było to trudne i prawie rok był bezrobotnym. Dopiero 19 września 1940 roku znalazł pracę jako nauczyciel w Podkrywaniu na południu Słowacji. Później pracował w Kurimanach na środkowym Spiszu koło Lewoczy. Na przerwy w nauce szkolnej wracał do Podwilka gdzie prowadził dla uczniów klas II–VI tajne nauczanie wszystkich przedmiotów szkolnych w języku polskim.

### Okres powojenny
Po zakończeniu okupacji słowackiej zajął się organizacją polskiego szkolnictwa na Górnej Orawie. Wyrażając wolę rodziców, nie dopuścił do wprowadzenia w Szkole Podstawowej im. Królowej Jadwigi w Podwilku nauczania w języku słowackim, na co naciskała ówczesna władza. Założył Spółdzielnię Rolniczo-Handlową i reaktywował Kasę Stefczyka, został wybrany do Gminnej Rady Narodowej w Jabłonce. Zmarł w 7 października 1952 roku w Podwilku i został tam pochowany na Cmentarzu Makuchowskim (Górzańskim).

## Ordery i odznaczenia
- Krzyż Niepodległości (21 kwietnia 1937) „za pracę w dziele odzyskania niepodległości”[6]
- Srebrny Krzyż Zasługi (11 listopada 1935) za zasługi na polu pracy oświatowej i społecznej[1][2]
- Medal Pamiątkowy za Wojnę 1918–1921 (18 grudnia 1937)[2]
- Medal Dziesięciolecia Odzyskanej Niepodległości (3 grudnia 1928)[1][2]
- Brązowy Medal za Długoletnią Służbę w zawodzie nauczycielskim (7 maja 1938)[1][2]
- Odznaka Grunwaldzka uczestnikowi walki z niemcami[!] w latach 1939–1945 (22 lipca 1947)[2]
- Medal Zwycięstwa i Wolności 1945 (9 maja 1946)[2]
- Krzyż Zasługi Wojskowej z mieczami i dekoracją wojenną[1][2]
- Brązowy Medal Zasługi Wojskowej z mieczami na wstążce Krzyża Zasługi Wojskowej[3][1][2]
- Medal Waleczności (Austria) (1916)[2]
- Krzyż Wojskowy Karola[3][2]